# فاسودیل
فاسودیل (انگلیسی: Fasudil) فاسودیل (INN) یک مهارکننده و گشادکننده عروق قوی Rho-کیناز است. از زمانی که کشف شد، برای درمان وازواسپاسم مغزی، که اغلب به دلیل خونریزی زیر اکنوئیدی است، و همچنین برای بهبود زوال شناختی که در بیماران سکته مغزی مشاهده می‌شود، استفاده شده‌است. مشخص شده‌است که برای درمان فشار خون ریوی مؤثر است. نشان داده شده‌است که فاسودیل می‌تواند حافظه را در موش‌های معمولی بهبود بخشد، و این دارو را به‌عنوان یک درمان احتمالی برای از دست دادن حافظه مرتبط با سن یا تخریب عصبی تشخیص می‌دهد.

## مکانیسم مولکولی
فاسودیل (HA-1077) یک مهارکننده انتخابی RhoA/Rho کیناز (ROCK) است. ROCK آنزیمی است که نقش مهمی در واسطه انقباض عروق و بازسازی عروق در پاتوژنز فشار خون ریوی ایفا می‌کند. ROCK با فسفریله کردن زیرواحد اتصال به میوزین فسفاتاز زنجیره سبک میوزین (MLC) باعث انقباض عروق می‌شود، بنابراین فعالیت فسفاتاز MLC را کاهش می‌دهد و انقباض عضلات صاف عروق را افزایش می‌دهد.

### بیان ACE
آنزیم مبدل آنژیوتانسین (ACE) آنزیمی است که تبدیل آنژیوتانسین-I (Ang-I) به آنژیوتانسین-II (Ang-II) را کاتالیز می‌کند. Ang-II یک هورمون پپتیدی است که با شروع انقباض عروق و ترشح آلدوسترون باعث افزایش فشار خون می‌شود. ROCK بیان و فعالیت ACE را در فشار خون ریوی افزایش می‌دهد. با مهار ROCK با فاسودیل، ACE و Ang-II در گردش کاهش می‌یابد که منجر به کاهش فشار عروق ریوی می‌شود.

### بیان eNOS
انددوتلیال نیتریک اکساید سنتاز (eNOS) واسطه تولید اکسید نیتریک (NO) گشادکننده عروق است. کشت سلول‌های شریانی ریوی تیمار شده با فاسودیل افزایش قابل توجهی در سطوح mRNA ژن eNOS به روشی وابسته به دوز نشان داد و نیمه عمر mRNA ژن eNOS 2 برابر افزایش یافت. این یافته‌ها نشان می‌دهد که مهار سنگ با فاسودیل، بیان eNOS را با تثبیت mRNA ژن eNOS، که به افزایش سطح NO برای افزایش اتساع عروق کمک می‌کند، افزایش می‌دهد.